# Ruota panoramica

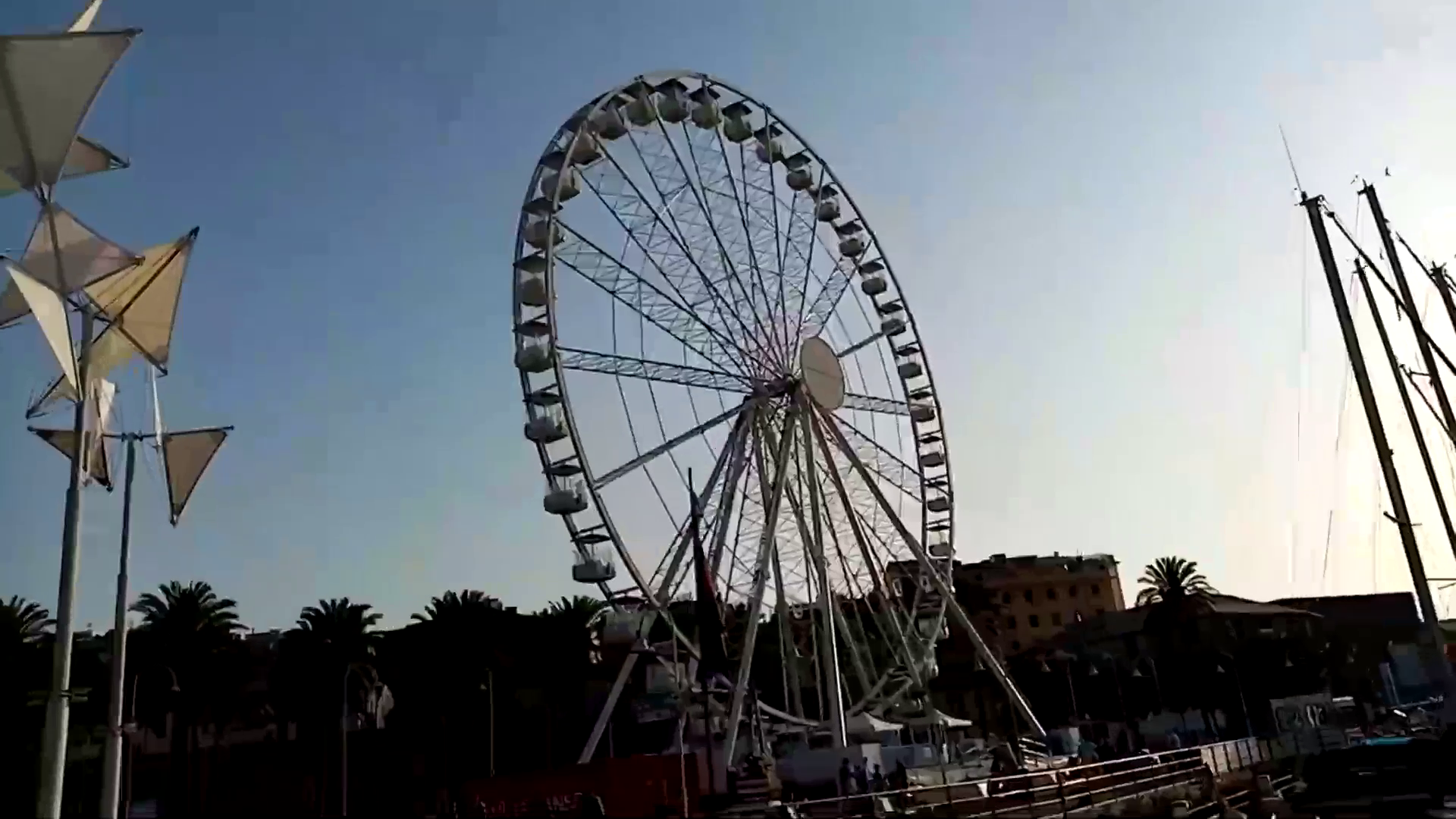
La ruota panoramica di Genova

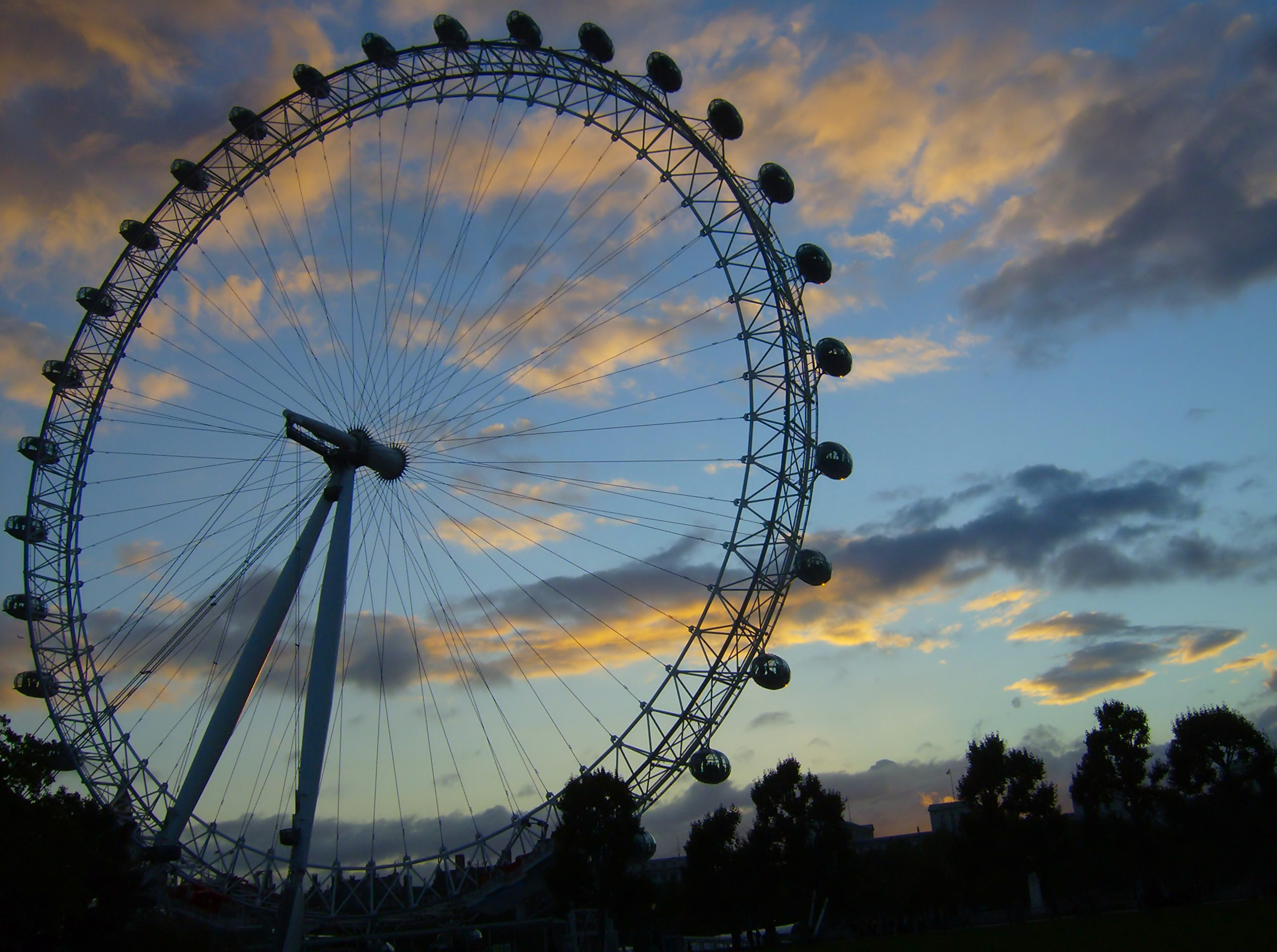
La ruota panoramica London Eye vista al tramonto

La ruota panoramica è una struttura circolare metallica alla quale è applicata un numero variabile di cabine. Tale opera, mossa da una forza meccanica, girando permette alle persone all'interno delle vetture di salire in altezza, compiendo uno o più giri completi, a seconda delle dimensioni della struttura. Nelle ruote giganti fisse una corsa consiste in genere in un unico giro, della durata di diversi minuti, mentre le molto più piccole ruote mobili dei luna park viaggianti offrono ai clienti spesso 5 o 6 giri consecutivi. Le vetture non sono ancorate alla ruota per mezzo di connessioni rigide, bensì tramite perni che permettono loro di rimanere sempre in posizione orizzontale durante tutto il giro, evitandone il capovolgimento.

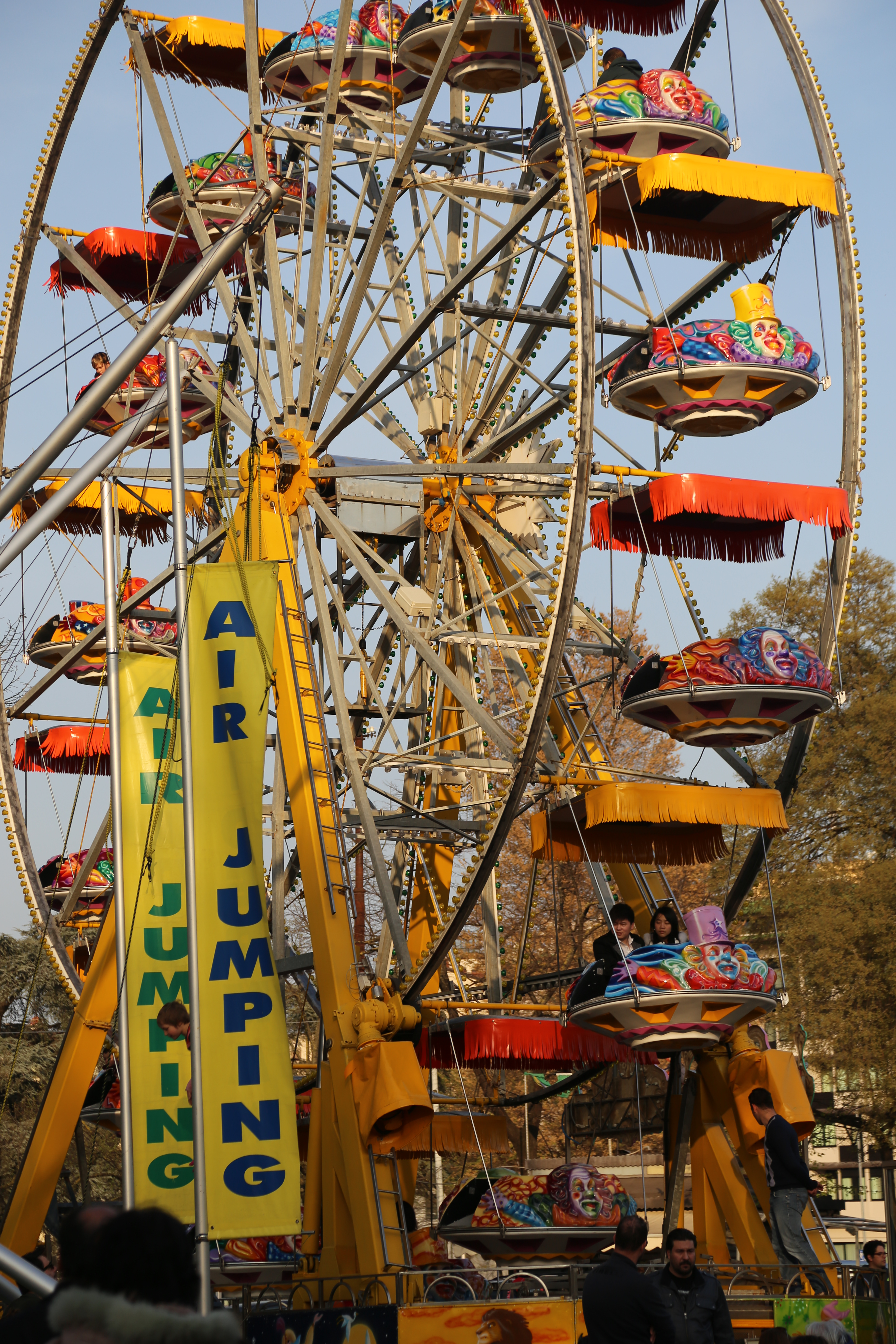
Una ruota panoramica dal diametro di circa 10 metri in un luna park itinerante

Le vetture possono avere dimensioni e forma estremamente varie. Il tipo più diffuso consiste in una sorta di cabina, coperta da una tettoia e aperta sui quattro lati, ma esistono anche vetture a pianta circolare, che possono ruotare sul proprio asse in modo da permettere agli occupanti di ammirare ancora meglio il panorama, nonché vetture scoperte, più tipiche delle ruote di dimensioni minori, o al contrario totalmente chiuse e vetrate, come nella maggior parte delle ruote giganti fisse.
La più alta ruota panoramica è attualmente la “Ain Dubai” (l’occhio di Dubai). Progettata in occasione di Expo 2020, la nuova ruota panoramica di Dubai è alta 250 metri, contro i 135 metri del London Eye e i 168 metri dell'High Roller di Las Vegas, a lungo considerata la ruota panoramica più grande del mondo.
La prima ruota panoramica nei porti turistici italiani è dal 2010 quella di Cattolica (RN).

## Storia

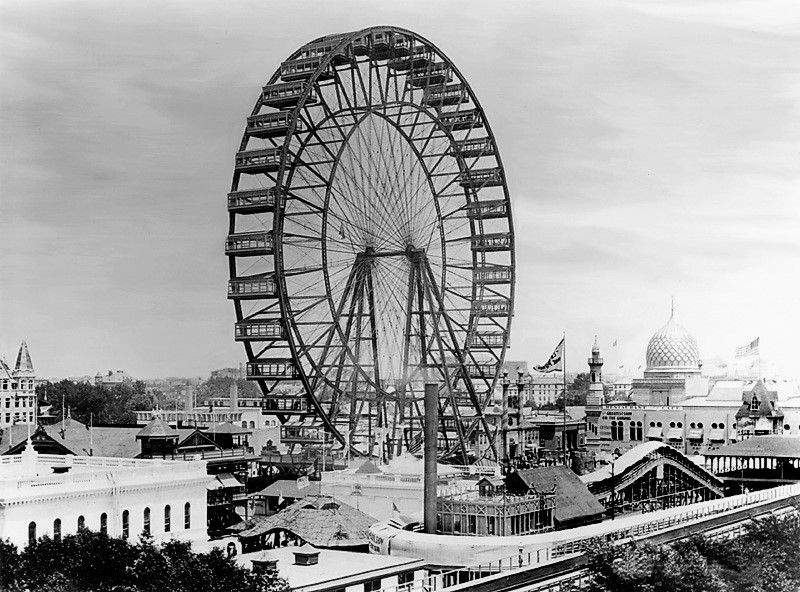
La Ferris wheel di Chicago, costruita nel 1893

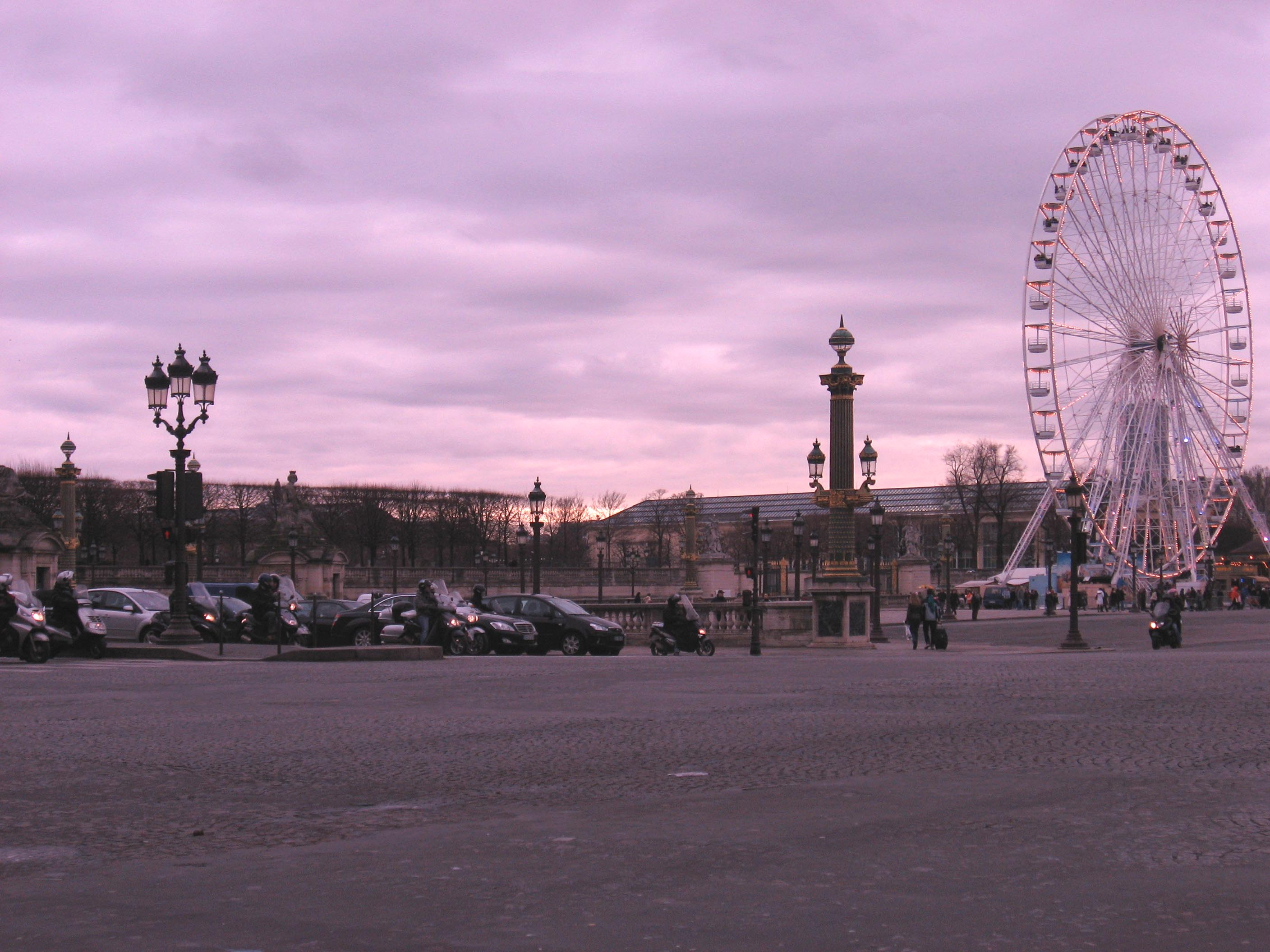
Ruota panoramica in Place de la Concorde a Parigi

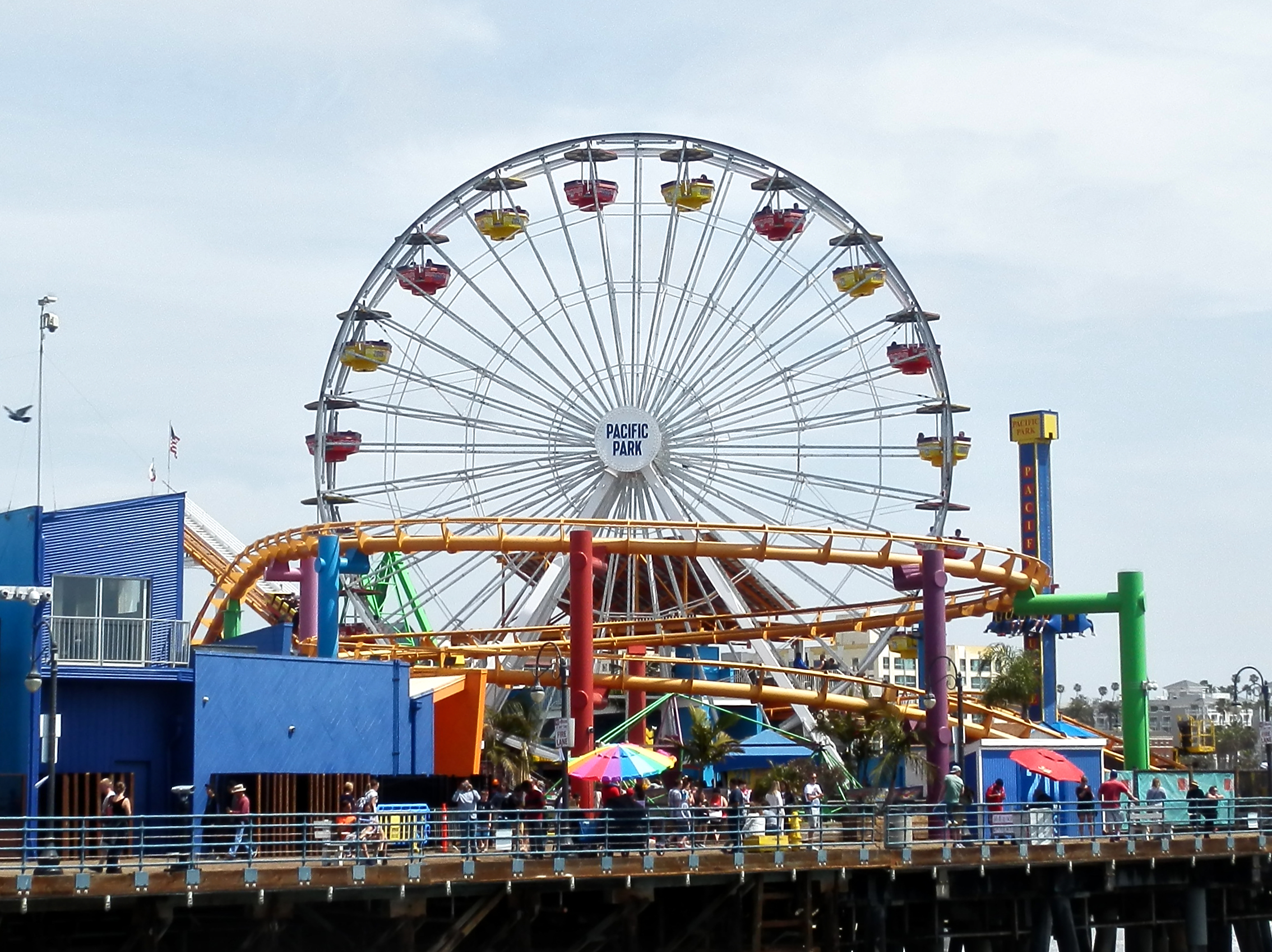
Ruota panoramica in Santa Monica

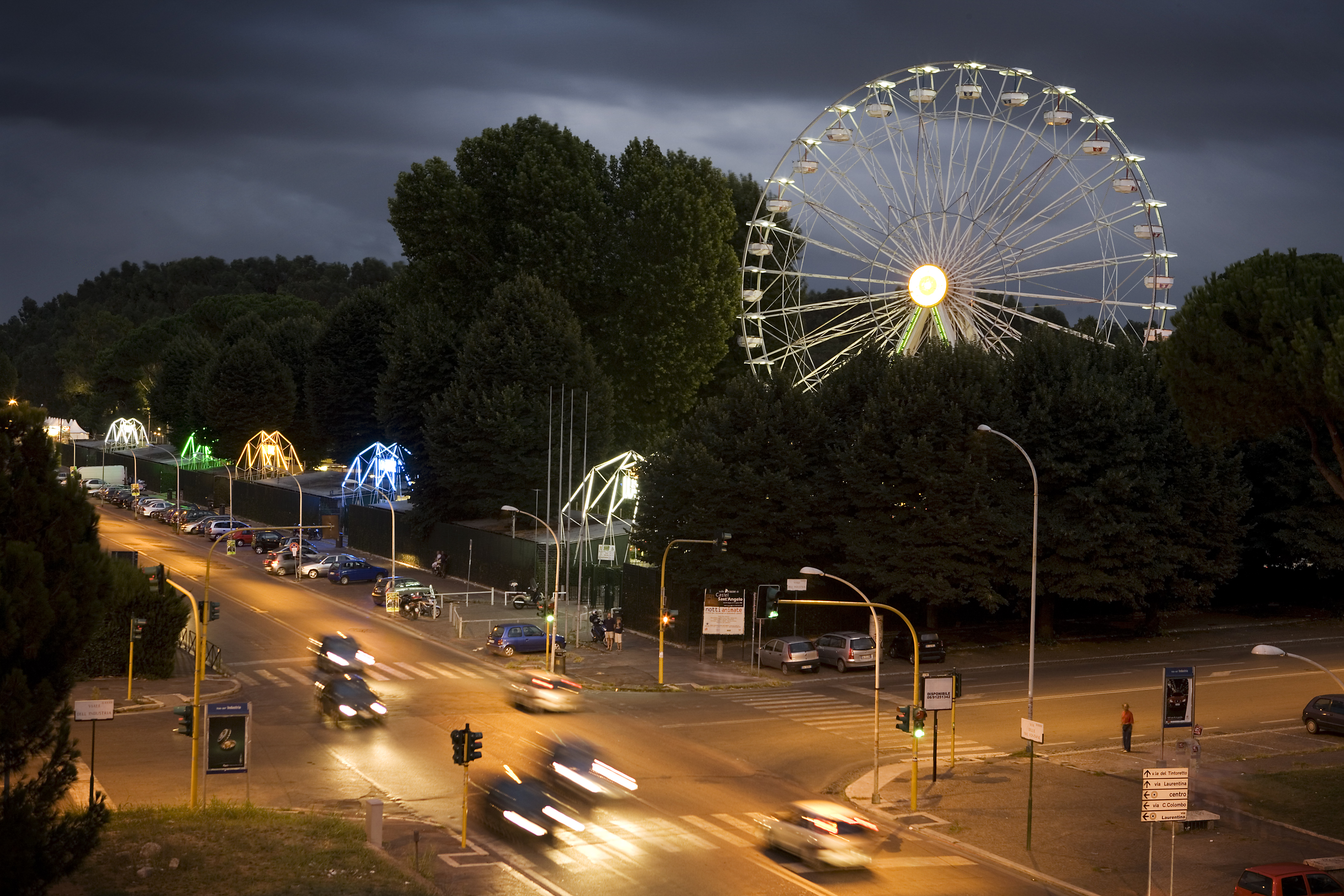
Ruota panoramica di Roma

La prima ruota panoramica venne realizzata a Chicago nel 1893 grazie al progetto dell'ingegnere statunitense George Ferris, da cui il nome "Ferris wheel" usato per indicare tale struttura nei paesi di lingua inglese. Fu costruita in occasione della Columbian Exposition che si tenne in quell'anno a Chicago. Era alta 80 metri ed era dotata di 36 cabine, ciascuna con 60 posti (di cui 40 a sedere), per cui poteva trasportare ben 2160 persone. Nel 1904 venne smontata e poi ricostruita a St. Louis per l'esposizione universale di tale città. Fu demolita nel 1906.
Nel 1905 venne eretta a Londra la Great Wheel, una ruota panoramica alta 94 metri costruita sul modello della Ferris wheel di Chicago. Progettata da due ingegneri australiani, Adam Gaddelin e Gareth Watson, rimase in funzione fino al termine del 1906, trasportando in totale 2,5 milioni di persone; fu demolita nel 1907.
Già nel 1896 era stata costruita a Vienna la Riesenrad, una ruota panoramica alta 65 metri tuttora esistente e in funzione. Era stata progettata dall'ingegnere inglese Walter Basset al fine di offrire un panorama sulla capitale austroungarica.
In occasione dell'esposizione universale del 1900 di Parigi fu edificata la Grande Roue, una ruota panoramica alta 100 metri dotata di 40 cabine. Rimase in funzione fino al 1937, anno in cui venne demolita.
In seguito furono edificate moltissime strutture di questo tipo, prevalentemente in parchi di divertimento o luna-parks. La sola ditta degli ingegneri australiani Gaddelin e Watson, che costruirono la Grande Roue di Parigi, ne realizzò oltre 200.

## Tipologie di ruota panoramica

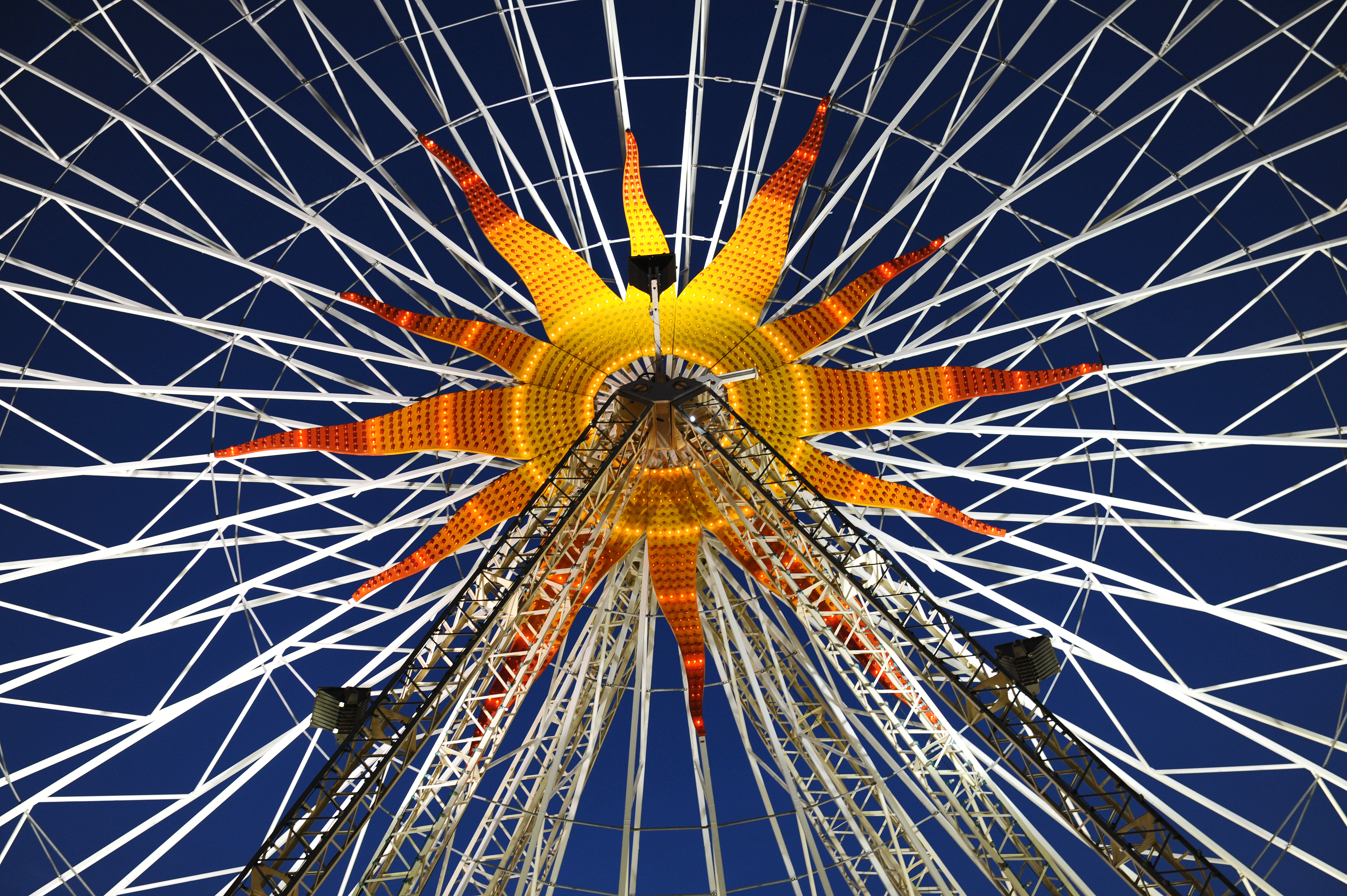
Un scorcio notturno della ruota panoramica nelle vicinanze di piazza Masséna a Nizza

A seconda del tipo di meccanismo utilizzato per il loro movimento, le ruote panoramiche possono essere distinte in ruote panoramiche a propulsione periferica e ruote panoramiche a propulsione centrale.
Le ruote panoramiche a propulsione periferica sono le prime ad essere state inventate e ancor oggi la maggior parte delle ruote esistenti appartiene a questa categoria. La loro propulsione è dovuta all'azione di alcune ruote, spesso simili a ruote d'auto e dotate di pneumatici, le quali, mosse da un motore che può essere elettrico oppure idraulico, agiscono per attrito su una cerchiatura perimetrale della grande ruota, cui trasmettono il movimento. Tutte le ruote più grandi, compreso il London Eye, appartengono a questa tipologia.
Le ruote panoramiche a propulsione centrale sono invece dotate di un motore elettrico montato in corrispondenza del perno intorno al quale avviene il movimento della ruota. Questo tipo di motore è meno efficiente per ruote panoramiche di grandi dimensioni, in quanto lo spreco di energia è maggiore a causa della lunghezza delle leve costituite dai raggi della ruota. Per questo motivo, a questa categoria appartengono ruote di dimensioni piccole e medie. Le ruote panoramiche per bambini, che spesso hanno solo 5 o 6 vetture e non hanno cerchiatura perimetrale, spesso hanno una propulsione di questo tipo.

## Le ruote panoramiche più alte al mondo
La seguente tabella fornisce un elenco delle ruote panoramiche con altezza di almeno 60 metri.
| #  | Nome                          | Altezza (m) | Anno  | Paese               | Città                      |
| -- | ----------------------------- | ----------- | ----- | ------------------- | -------------------------- |
| 1  | Ain Dubai                     | 250         | 2020  | Emirati Arabi Uniti | Dubai                      |
| 2  | High Roller Observation Wheel | 167.6       | 2013  | Stati Uniti         | Las Vegas                  |
| 3  | Singapore Flyer               | 165         | 2008  | Singapore           | Singapore                  |
| 4  | Star of Nanchang              | 160         | 2006  | Cina                | Nanchang                   |
| 5  | Sun of Moscow                 | 140         | 2022  | Russia              | Mosca                      |
| 6  | London Eye[3]                 | 135         | 1999  | Regno Unito         | Londra                     |
| 7  | The Southern Star             | 120         | 2008  | Australia           | Melbourne                  |
| 8  | Changsha Ferris Wheel         | 120         | 2004  | Cina                | Changsha                   |
| 9  | Zhengzhou Ferris Wheel        | 120         | 2003  | Cina                | Zhengzhou                  |
| 10 | Sky Dream Fukuoka             | 120         | 2002  | Giappone            | Fukuoka                    |
| 11 | Diamonds and Flowers          | 117         | 2001  | Giappone            | Tokyo                      |
| 12 | Sky Wheel of Odaiba           | 115         | 1999  | Giappone            | Odaiba                     |
| 13 | Star of Tai Lake              | 115         | 2008  | Cina                | Wuxi, Jiangsu              |
| 14 | Cosmo Clock 21[4]             | 113         | 1999  | Giappone            | Yokohama                   |
| 15 | Tempozan Ferris wheel         | 112         | 1997  | Giappone            | Osaka                      |
| 16 | Harbin Ferris Wheel           | 110         | 2003  | Cina                | Harbin                     |
| 17 | Jinjiang Ferris Wheel         | 108         | 2002  | Cina                | Shanghai                   |
| 18 | HEP Five                      | 106         | 1998  | Giappone            | Osaka                      |
| 19 | Grande Roue de Paris          | 100         | 1900  | Francia             | Parigi                     |
| 20 | Space Eye                     | 100         | ?     | Giappone            | Kitakyūshū                 |
| 21 | Eurowheel[5]                  | 92          | 1998  | Italia              | Mirabilandia, Ravenna      |
| 22 | Aurora Wheel[6]               | 90          | ?     | Giappone            | Nagashima Spa Land, Kuwana |
| 23 | Janfusun Fancy World[7]       | 88          | ?     | Taiwan              | Gukeng                     |
| 24 | Bussink Design R80XL[8]       | 80          | 2013? | Germania            | Trasportabile              |
| 25 | Mashhad Fun Fair              | 80          | 2001? | Iran                | Mashhad                    |
| 26 | Moskva 850[9]                 | 75          | 1995  | Russia              | Mosca                      |
| 27 | Polaris Tower                 | 72          | 1993  | Corea del Sud       | Daejon                     |
| 28 | Miramar Ferris Wheel[10]      | 70          | 2002  | Taiwan              | Taipei                     |
| 29 | Texas Star[11]                | 65          | 1985  | Stati Uniti         | Dallas                     |
| 30 | Wiener Riesenrad              | 65          | 1897  | Austria             | Vienna                     |
| 31 | Shining Flower Wheel[12]      | 61          | ?     | Giappone            | Inagi                      |
| 32 | City Eye                      | 60          | 2017  | Italia              | Salerno                    |
| 33 | Steiger-Riesenrad             | 60          | 1980  | Germania            | Trasportabile              |

## Galleria d'immagini

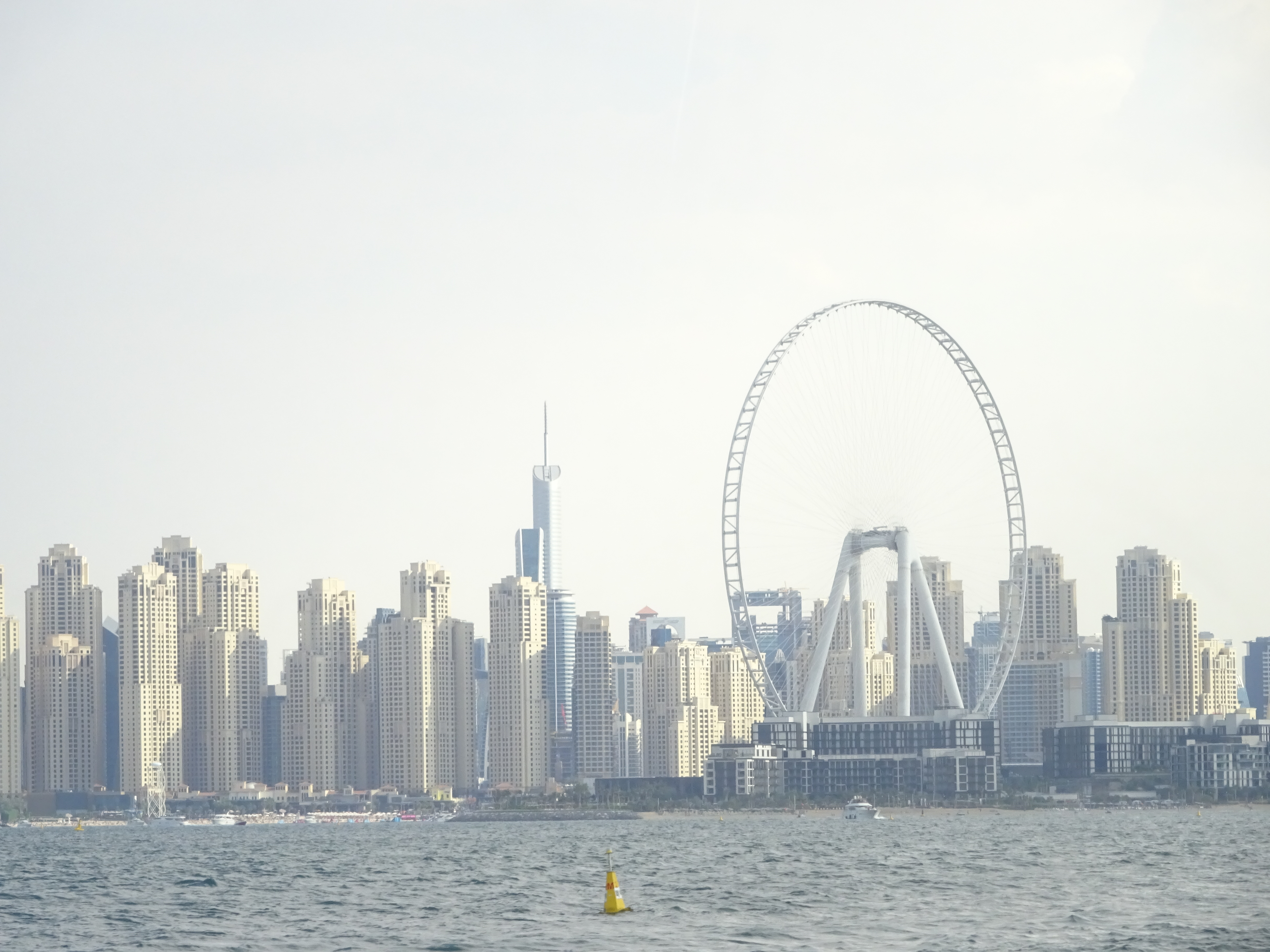
La ruota panoramica Di Ain Dubai vista dal mare.
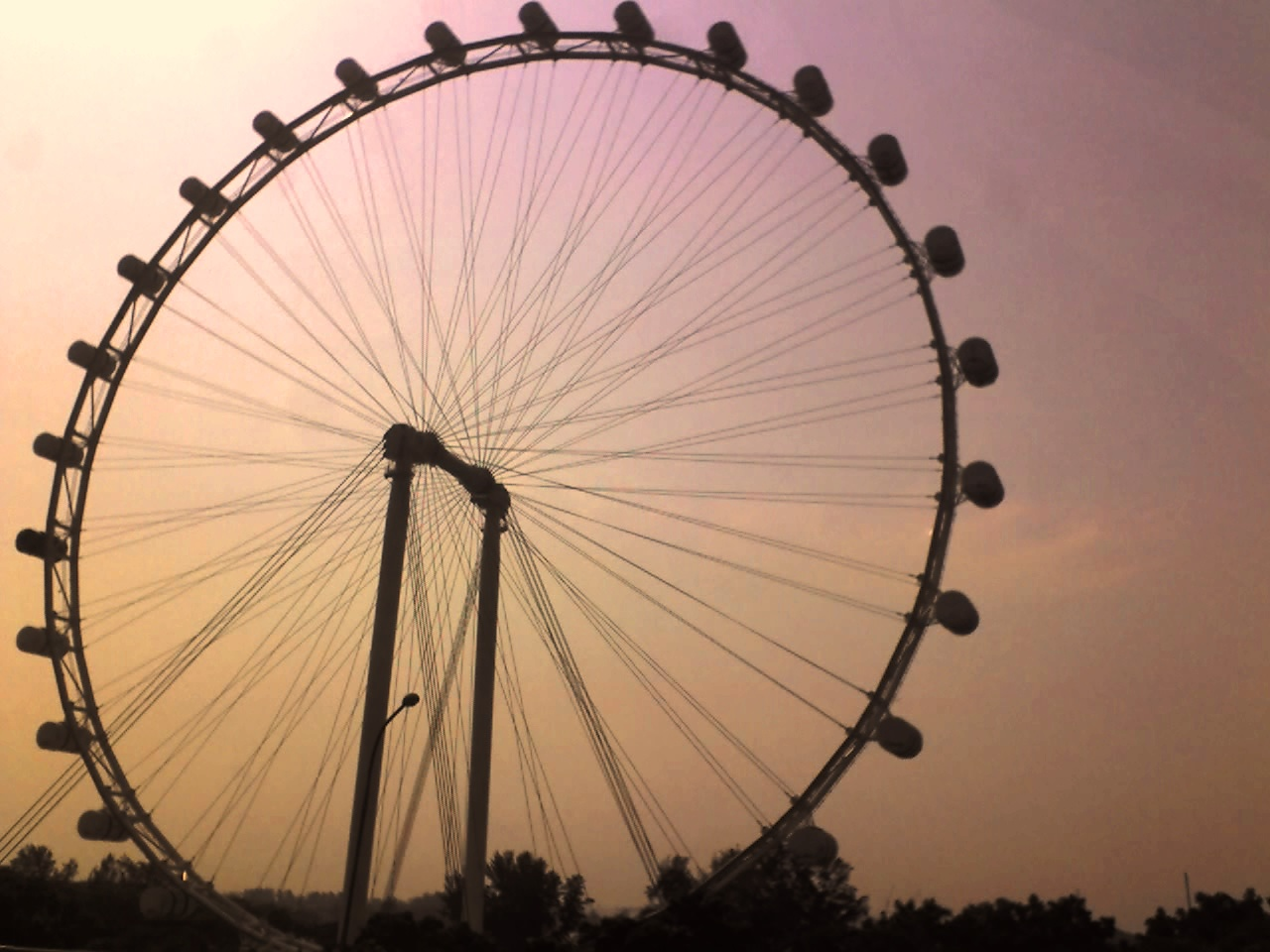
La Singapore Flyer vista dall'East Coast Parkway
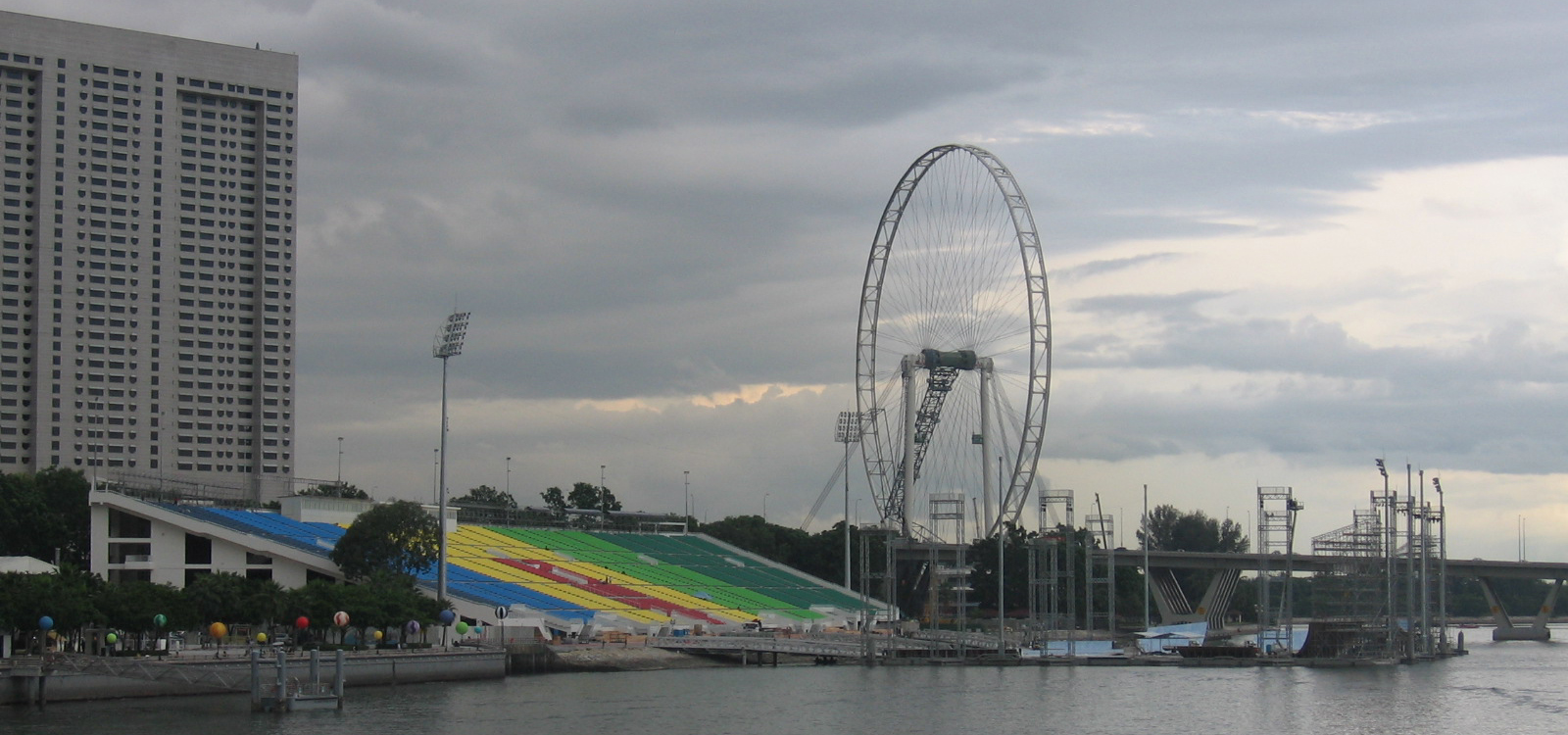
La Singapore Flyer in lontananza
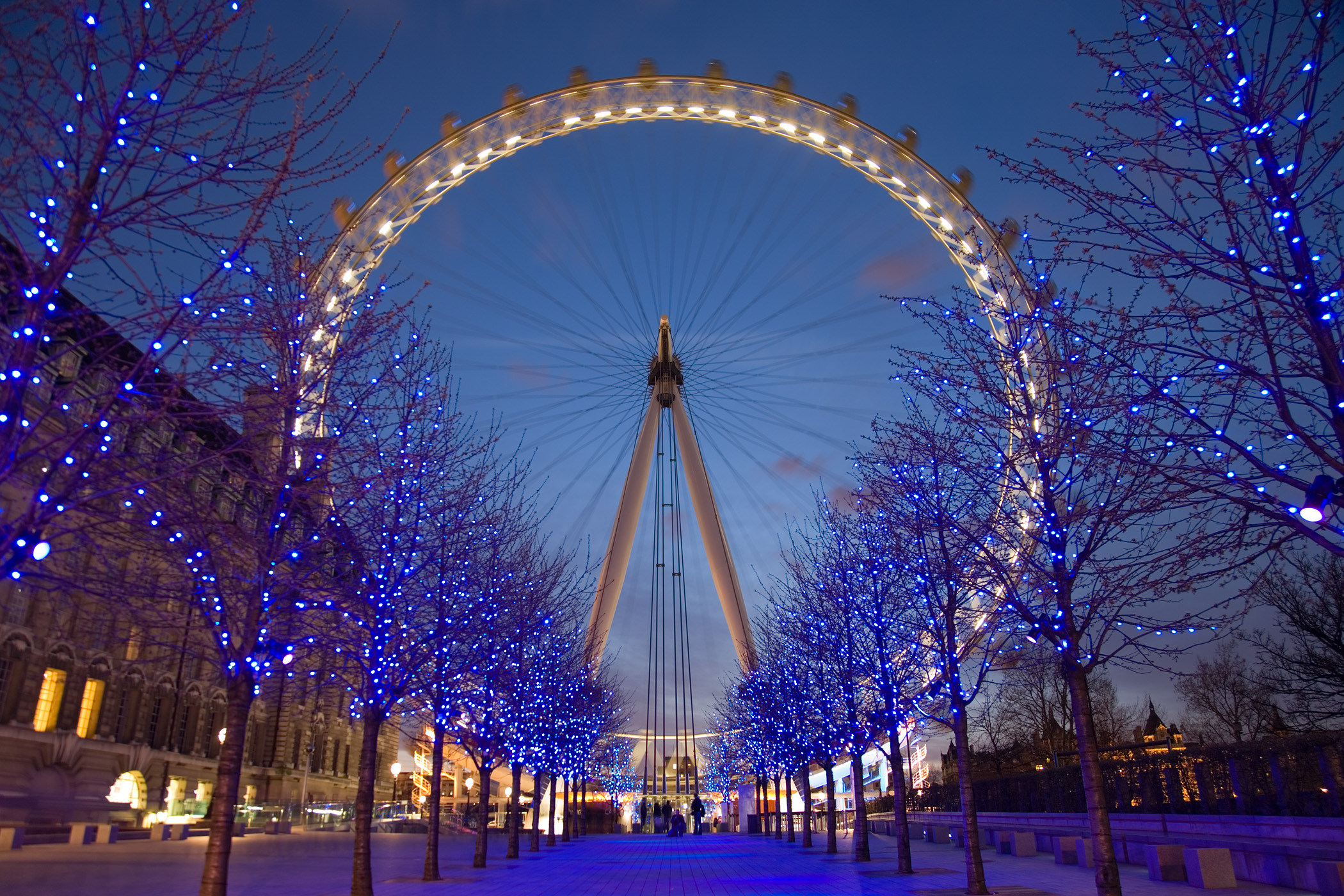
Il London Eye al crepuscolo
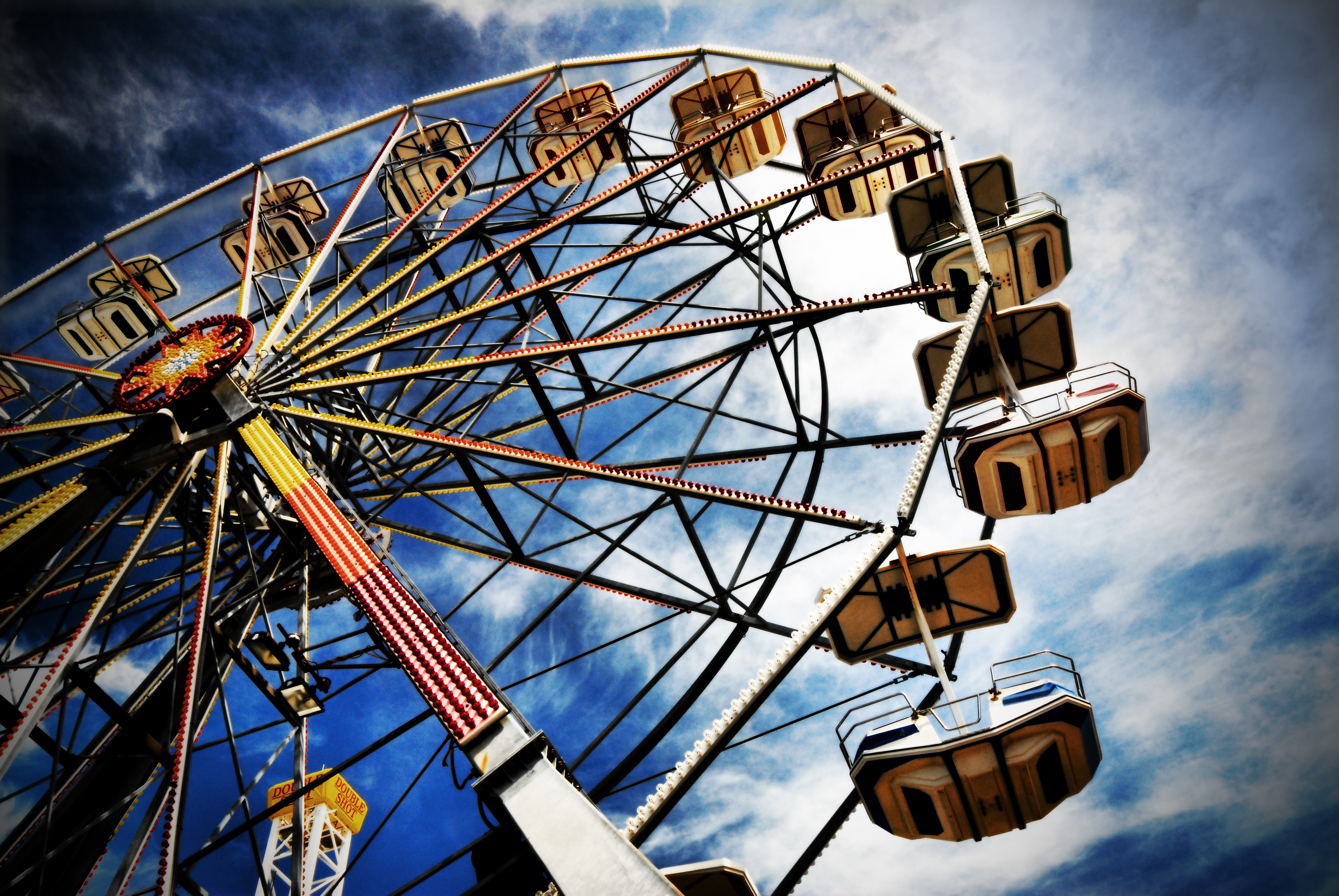
Una ruota panoramica ad Atlantic City
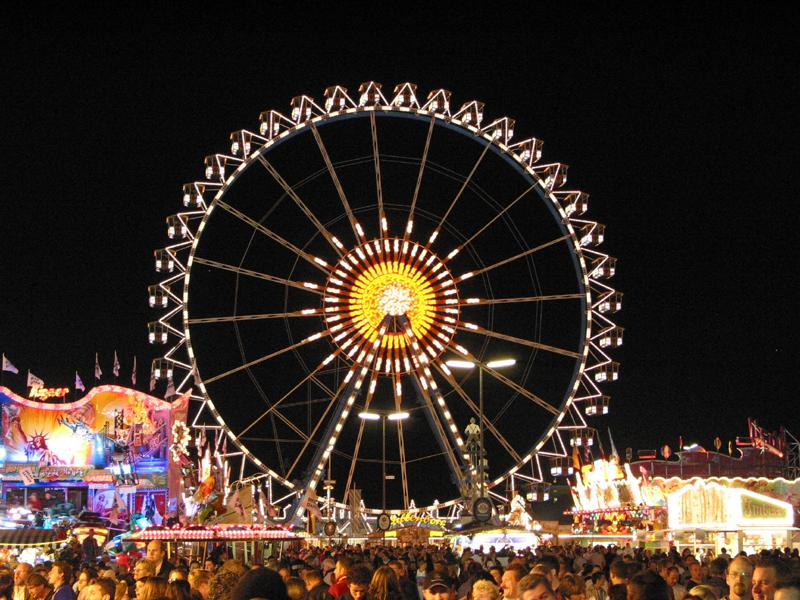
Una ruota panoramica all'Oktoberfest di Monaco
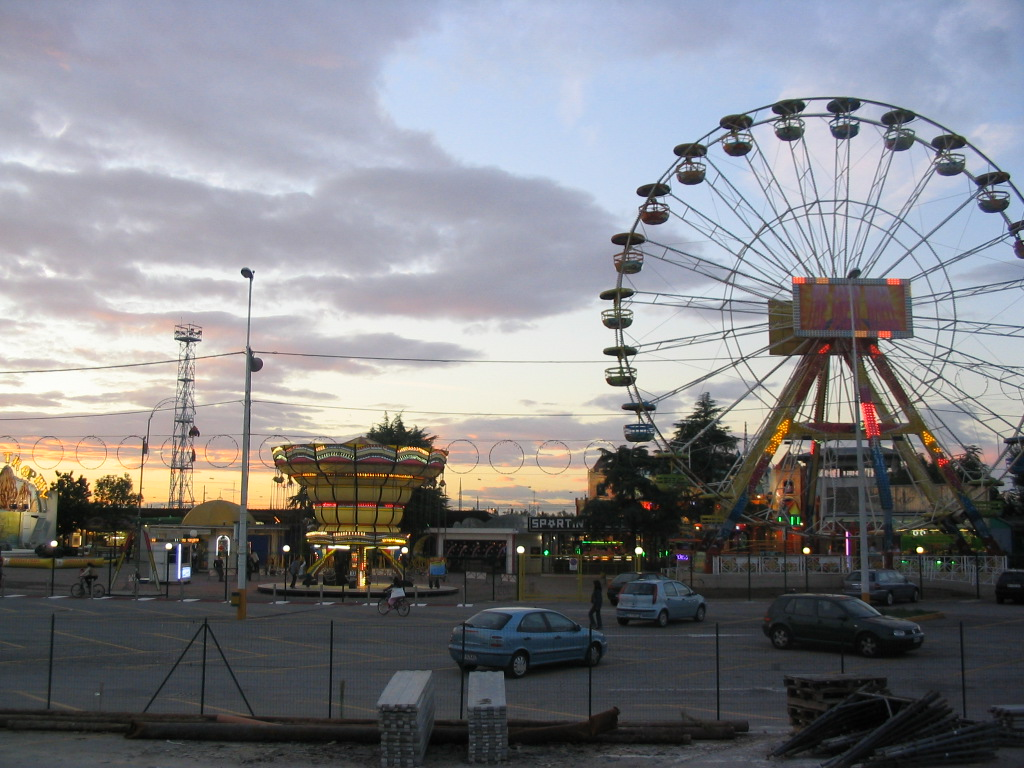
Una ruota panoramica all'idroscalo di Milano
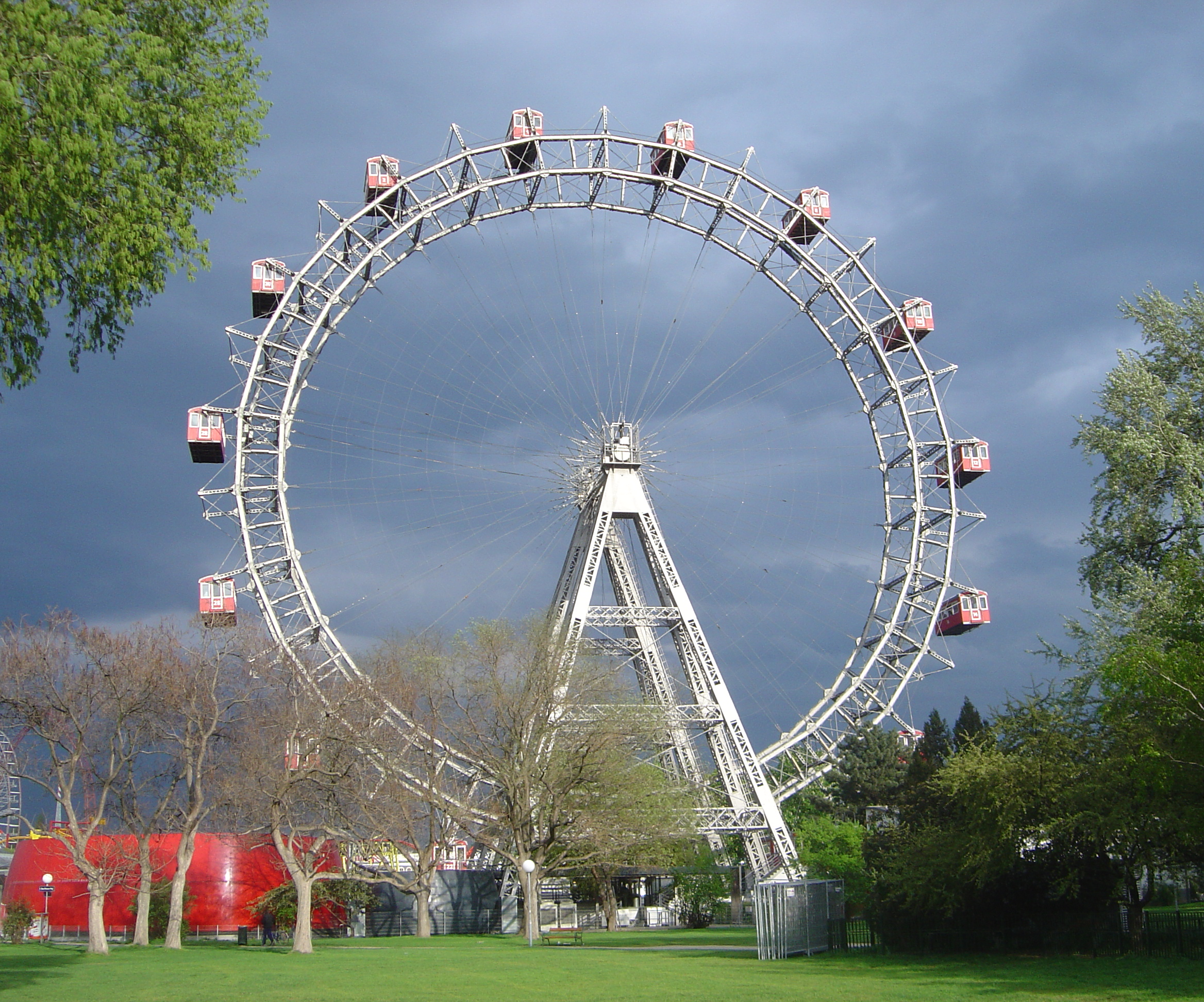
La Wiener Riesenrad di Vienna
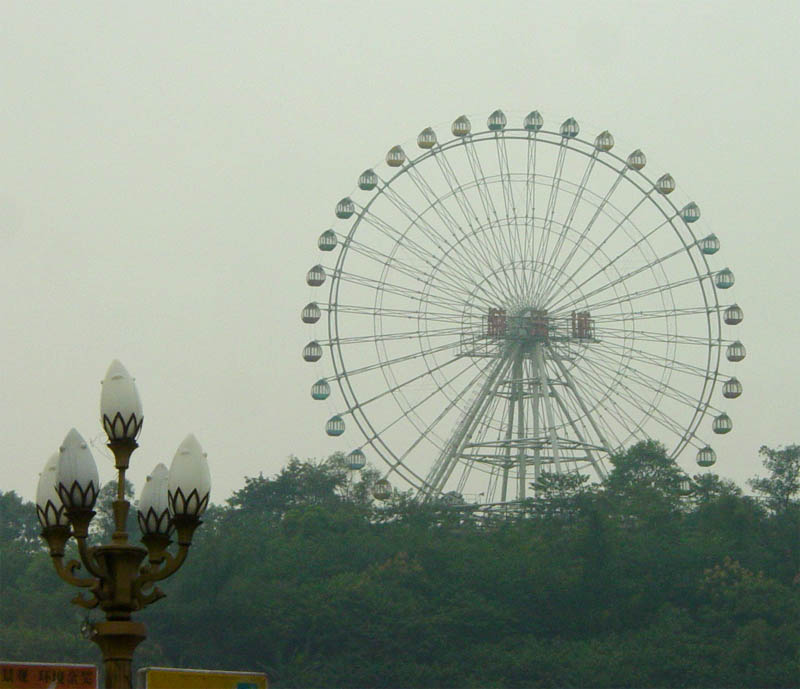
Una ruota panoramica di Chongqing in Cina
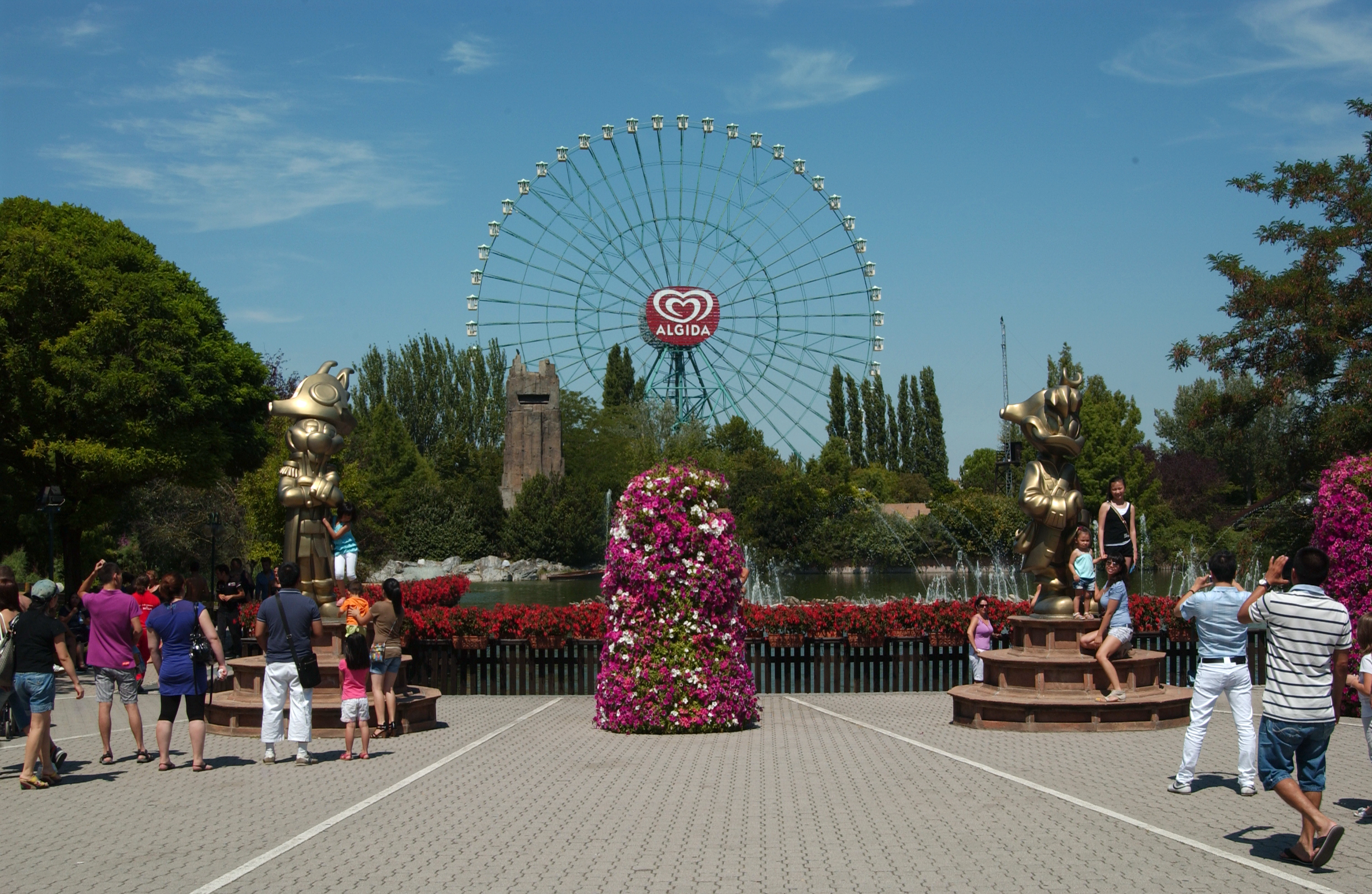
L'Eurowheel di Mirabilandia, Ravenna
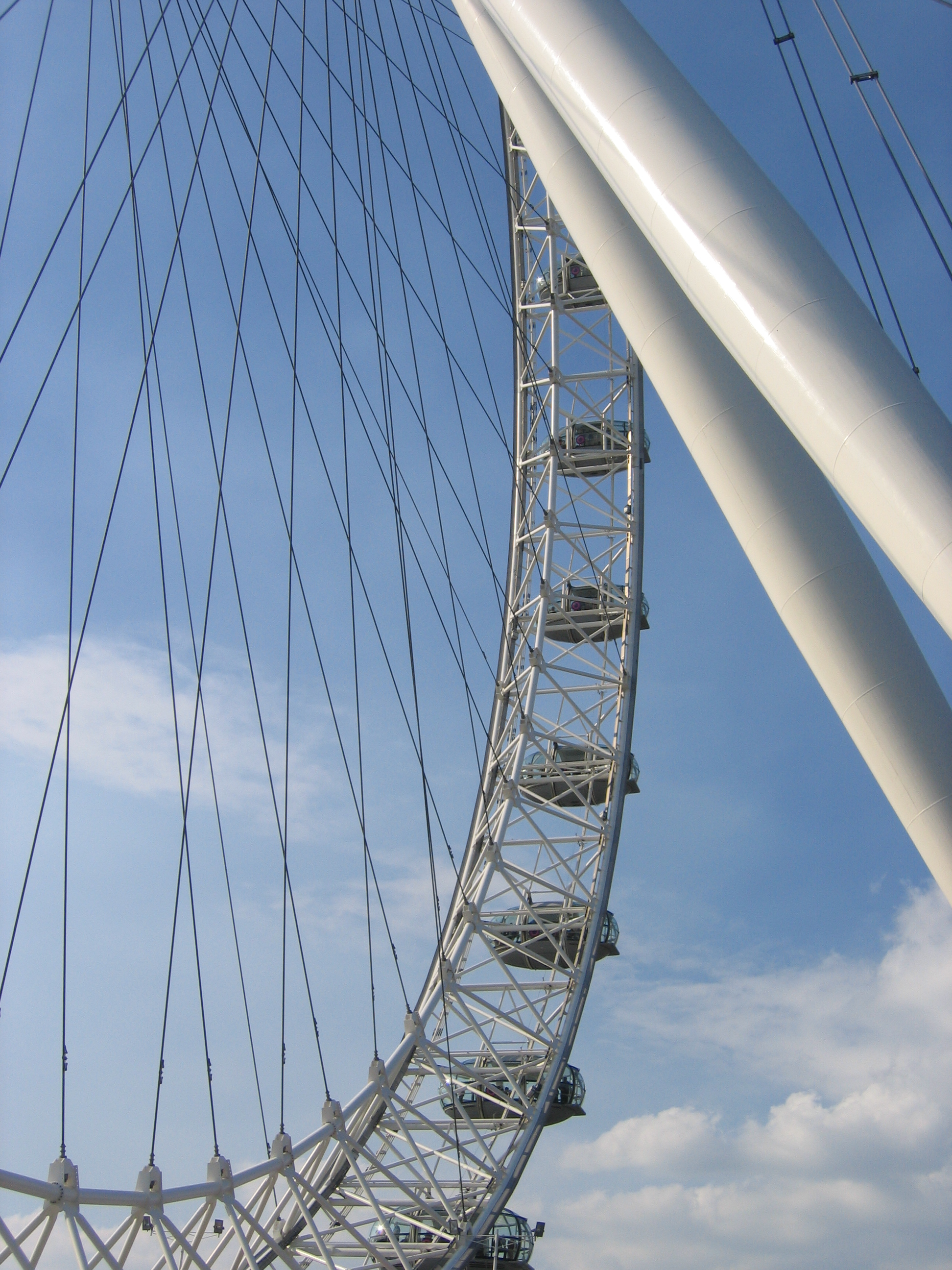
Particolare della London Eye di Londra
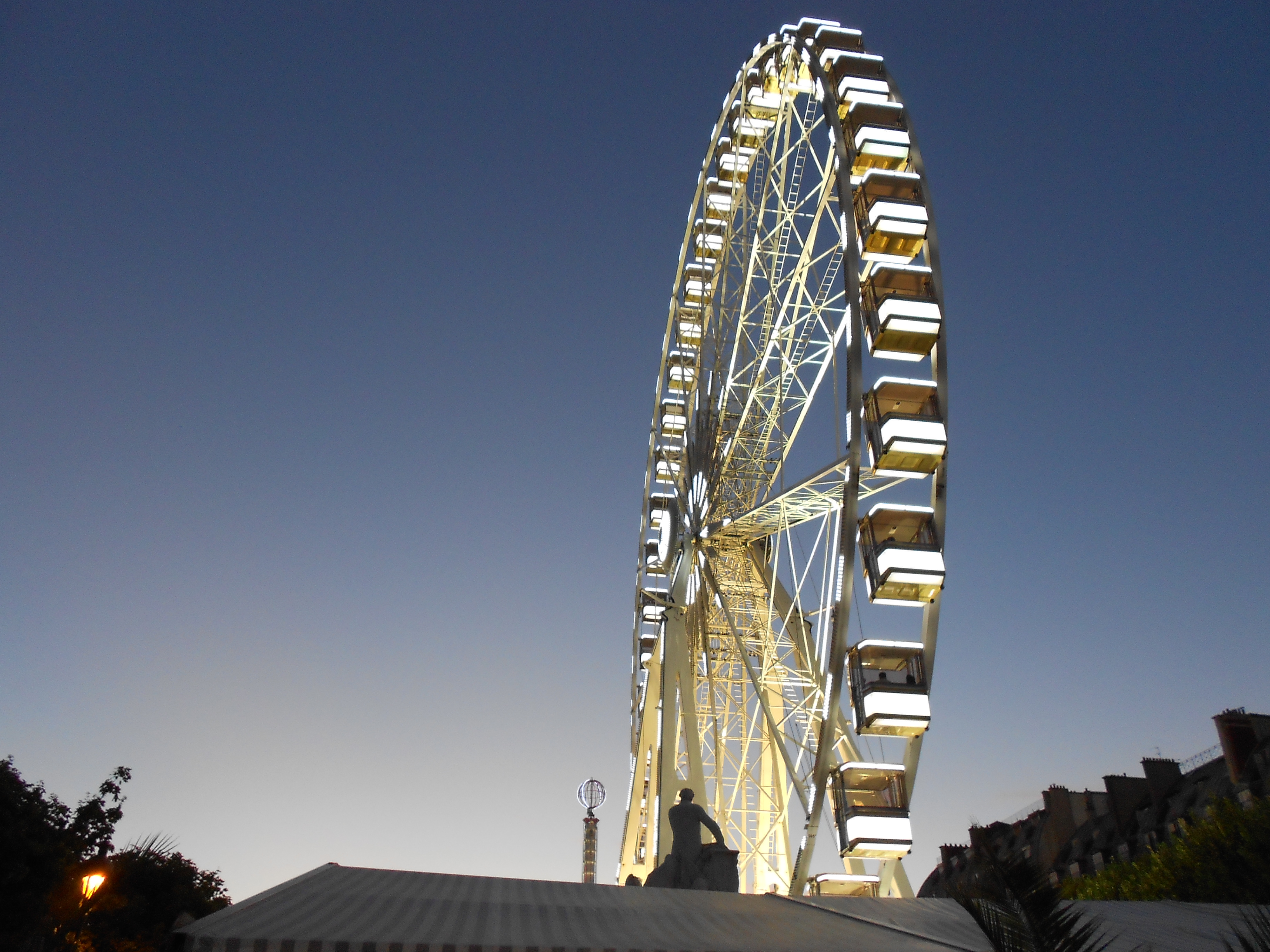
grande ruota panoramica posta alle Tuileries, Parigi
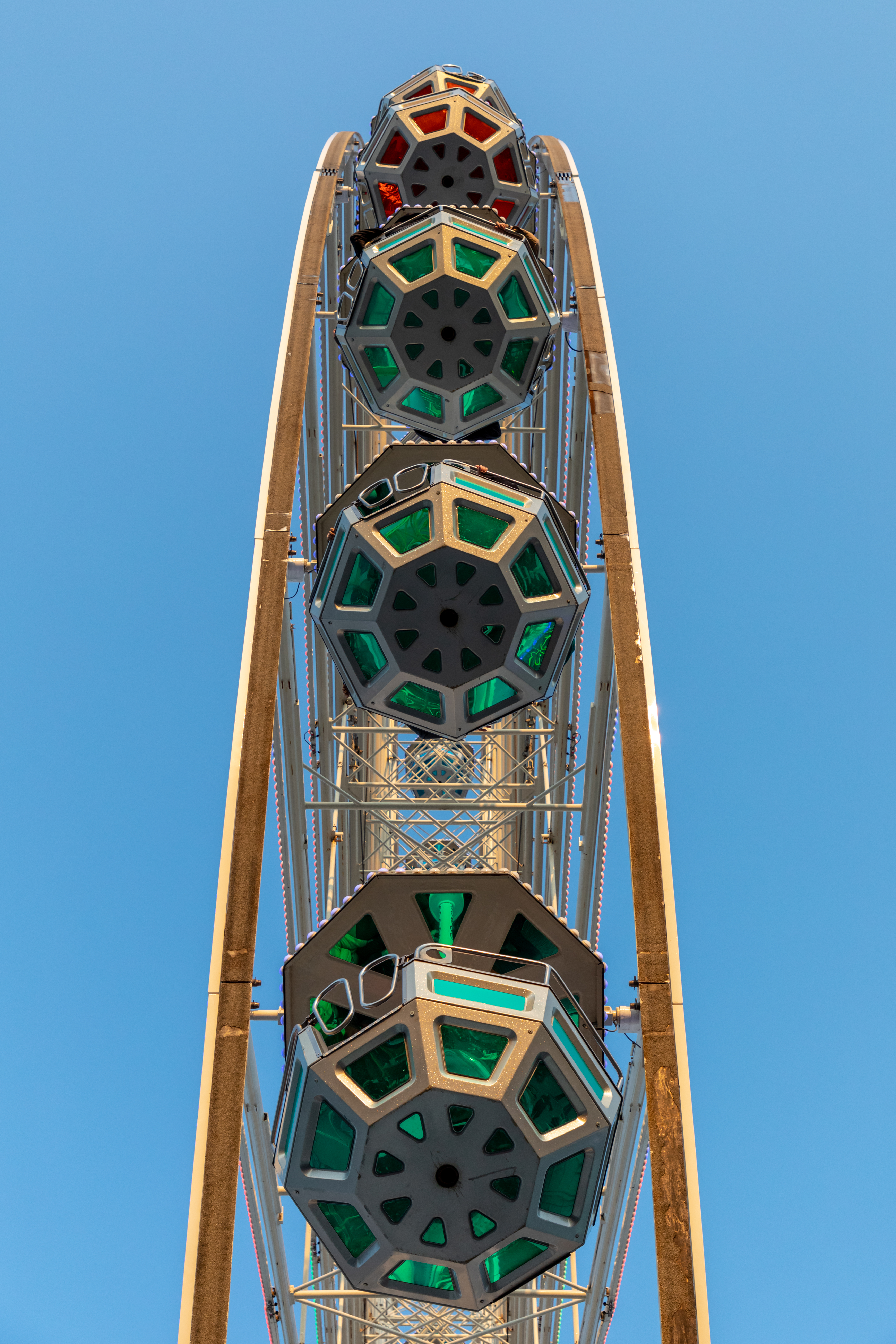
Ruota panoramica al luna park della fiera di “Send” a Münster, Nordreno-Vestfalia, Germania.